# 吴芝瑛

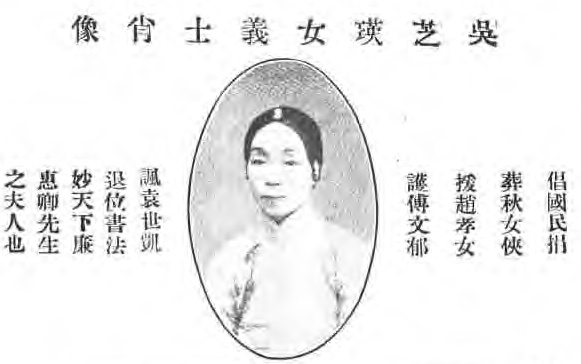
吳芝瑛

吳芝瑛（1867年2月20日—1933年3月1日），字紫英，別號萬柳夫人，安徽省桐城县人。父吳康之曾任山東甯陽、禹城知縣。堂叔吳汝綸乃桐城派名家。

## 生平
1885年（光緒十一年），與無錫人廉泉結婚。1894年廉泉中舉人，翌年會試於京，與康有為等「公車上書」。1896年始任戶部主事，次年薦升戶部郎中，與湘潭王廷钧同官，王廷钧即秋瑾的丈夫。1898年，芝瑛赴京會夫，居北京南城繩匠胡同。
1900年八國聯軍入京，翌年訂《辛丑條約》償白銀四億五千萬兩，清廷為此而廣徵稅收。芝瑛上書提「國民捐」，議“產多則多捐，產少則少捐，無產則不捐。”
1903年，俠女秋瑾重返北京，與廉家為鄰，兩人情投意合，結為姐妹。秋瑾赴日留學，賴芝瑛資助多。第二年廉泉辭職南歸，與吳芝瑛移居滬上。翌年購地築園，於上海曹家渡營別墅，名小萬柳堂，芝瑛始號萬柳夫人。
1907年秋瑾遇害後，吴芝瑛與徐自華葬秋瑾於杭州西泠橋畔，芝瑛書自華撰寫之墓表，勒文於碑。 
1911年武昌起義，次年中華民國成立。一月中旬孫中山下達北伐令。吳淞軍政府領導下有「女子光復軍」，司令陳也月。芝瑛慷慨疏財，以助糧餉，並於《民立報》寫致陳司令書，公開請纓，繼而寫《從軍樂》六章，傳誦一時。後南北議和，宣統退位之後，北伐乃罷。
袁世凱復辟帝制時，芝瑛上書名為《萬柳夫人上容庵（袁世凱）先生書》。聲討其假共和而行專制，規勸袁早日下野，以謝國人。
1933年吴芝瑛於無錫去世，享年66歲。

## 吴芝瑛悼秋瑾诗
《哀山阴》（二首）
“爰书滴滴冤民血，能达君门死亦恩。今日盖棺论未定，轩亭谁与赋招魂？”
“天地苍茫百感身，为君收骨泪沾巾。秋风秋雨山阴道，太息难为后死人。”
《简寄尘（徐自华）》
“昔日同游地，今朝来哭君。百年谁不死，三尺此孤坟。时事那堪道，英灵自有群。行人痛冤狱，掩泪话殷勤。”
“碧血千年事，悠悠那足论。此心天可白，一死我何言。玄酒空山奠，孤亭落日昏。旧交三两在，谁与诉烦冤？”
《西泠吊鉴湖》
“大樽放饮尔如何？回首江亭老泪多。今日西泠拚一恸，不堪重唱宝刀歌。”
“忍忆麻衣话别时，天涯游子泪如丝。独看落日下孤冢，别有伤心人未知。”
“独荐寒泉证旧盟，可堪生死论交情。罪名莫更王涯问，党祸中原尚未平。”
“不幸传奇演碧血，居然埋骨有青山。南湖新筑悲秋阁，风雨英灵倘一还。”“
题秦岐农《西泠悲秋图》
“风雪渡江去复还，故乡归骨为兄难。挑灯漫纪山阴狱，恐有冤魂诉笔端。”
“杜鹃啼血土花新，海内争传法外仁。莫向西泠桥上望，更无风雨亦愁人。”